# Fimbristylis longibracteata
Fimbristylis longibracteata là loài thực vật có hoa trong họ Cói. Loài này được Pires de Lima mô tả khoa học đầu tiên năm 1924.